# Malakitsolfågel
Malakitsolfågel (Nectarinia famosa) är en fågel i familjen solfåglar inom ordningen tättingar.

## Utseende och läte
Hane malakitsolfågel i häckningsdräkt är en omisskännlig fågel, med gnistrande grön dräkt och lång stjärt. Utanför häckningstid är den mer färglös, men uppvisar fortfarande viss grönglans och förlängda stjärtpennor. Honan är en stor och färglös solfågel med lång näbb. Den är lik hona bronssolfågel men är större, mer färglös under och med ett svagare ögonbrynsstreck. Sången består av "tyep"-toner och betonat skallrande.

## Utbredning och systematik
Malakitsolfågel delas in i två underarter:
- Nectarinia famosa cupreonitens – förekommer i Etiopien och sydöstra Sydsudan, östra Demokratiska republiken Kongo, Uganda, Kenya, Rwanda, Burundi, Tanzania och norra Malawi
- Nectarinia famosa famosa – förekommer i bergen i östra Zimbabwe, Lesotho, västra Swaziland och Sydafrika

## Levnadssätt
Malakitsolfågeln hittas i fynbos, hedlandskap, gräs- och buskmarker och plantage med införda trädarter. Den är begränsad till höga höjder, utom i Sydafrika där den kan påträffas ner till havsnivån.

## Status
Arten har ett stort utbredningsområde och beståndet anses stabilt. Internationella naturvårdsunionen IUCN listar den därför som livskraftig (LC).